# دیمیراستام
دیمیراستام (به انگلیسی: Dimiracetam) یک ترکیب شیمیایی با شناسه پاب‌کم ۶۵۹۵۵ است. که جرم مولی آن 140.140 g/mol می‌باشد. 